# Gerald Cadogan
Gerald Oakley Cadogan (ur. 28 maja 1869, zm. 4 października 1933 w Londynie) – brytyjski arystokrata, młodszy syn George’a Cadogana, 5. hrabiego Cadogan, i lady Beatrix Craven, córki 2. hrabiego Craven.
Po ukończeniu nauki wstąpił do 1 regimentu Life Guards w stopniu porucznika. W latach 1895–1905 był adiutantem lorda namiestnika Irlandii (którym był jego ojciec, a od 1902 r. lord Dudley). Walczył podczas II wojny burskiej jako kapitan 3 batalionu regimentu Suffolk (3rd Battalion, Suffolk Regiment). Po śmierci swojego bratanka w 1910 r. został dziedzicem tytułu hrabiego Cadogan i przyjął tytuł wicehrabiego Chelsea. Tytuł hrabiowski odziedziczył po śmierci swojego ojca w 1915 r. Zasiadł wówczas również w Izbie Lordów.
7 czerwca 1911 r. w Christ Church w Londynie, poślubił Lilian Eleanor Marie Coxon (zm. 24 listopada 1973), córkę George’a Coxona. Gerald i Lilian mieli razem syna i dwie córki:
- Beatrice Lilian Ethel Cadogan (12 maja 1912 – 1999), żona Henry’ego Hoare’a i pułkownika Edwarda Fanshawe'a, miała dzieci
- William Gerald Charles Cadogan (13 lutego 1914 – 4 lipca 1997), 7. hrabia Cadogan
- Alexandra Mary Cadogan (ur. 10 marca 1920), żona majora Roberta Buchanana i Normana Smitha, ma dzieci

Lord Cadogan był komandorem Orderu Imperium Brytyjskiego od 1919 r. Był także zastępcą lorda namiestnika Suffolk i honorowym podpułkownikiem Ochotniczego Regimentu Suffolk (Suffolk Volunteers Regiment).